# 韓啓章
韓 啓章（かん けいしょう、? - 紀元前409年）は、韓武子（かん ぶし）ともいい、春秋戦国時代の晋の卿。
韓啓章は韓虎（韓康子）の子として生まれた。紀元前425年、韓虎が死去すると、韓啓章は後を嗣いだ。同年、楚の莫敖の昜為が宋の公室を平定し、黄池や雍丘に築城しようとした。韓啓章は魏斯・趙浣らとともに軍を率いて黄池を包囲し、楚軍を撤退させた。紀元前423年、昜為率いる楚軍が宜陽を奪い、赤岸を包囲した。韓啓章は魏斯・趙浣らとともに軍を率いて赤岸を救援すると、楚軍が包囲を解いて撤退した。さらに韓啓章らは長城で楚軍と戦って破った。同年、韓啓章は鄭を攻撃し、鄭の幽公を殺害した。紀元前409年、韓啓章は死去し、子の韓虔（景侯）が後を嗣いだ。